# Czartowska Skała (Ukraina)

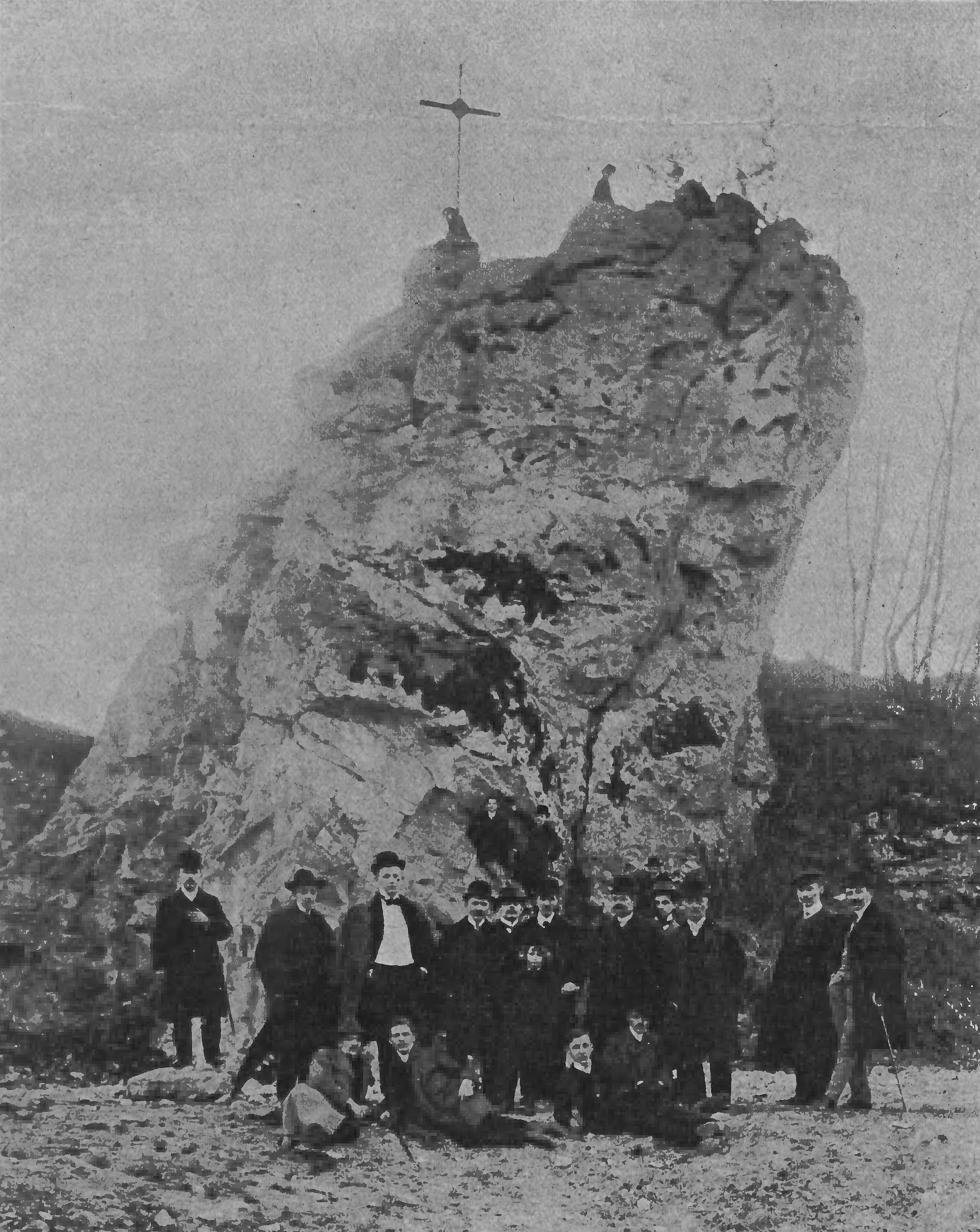
Członkowie „Gwiazdy” przy Czartowskiej Skale (1909)

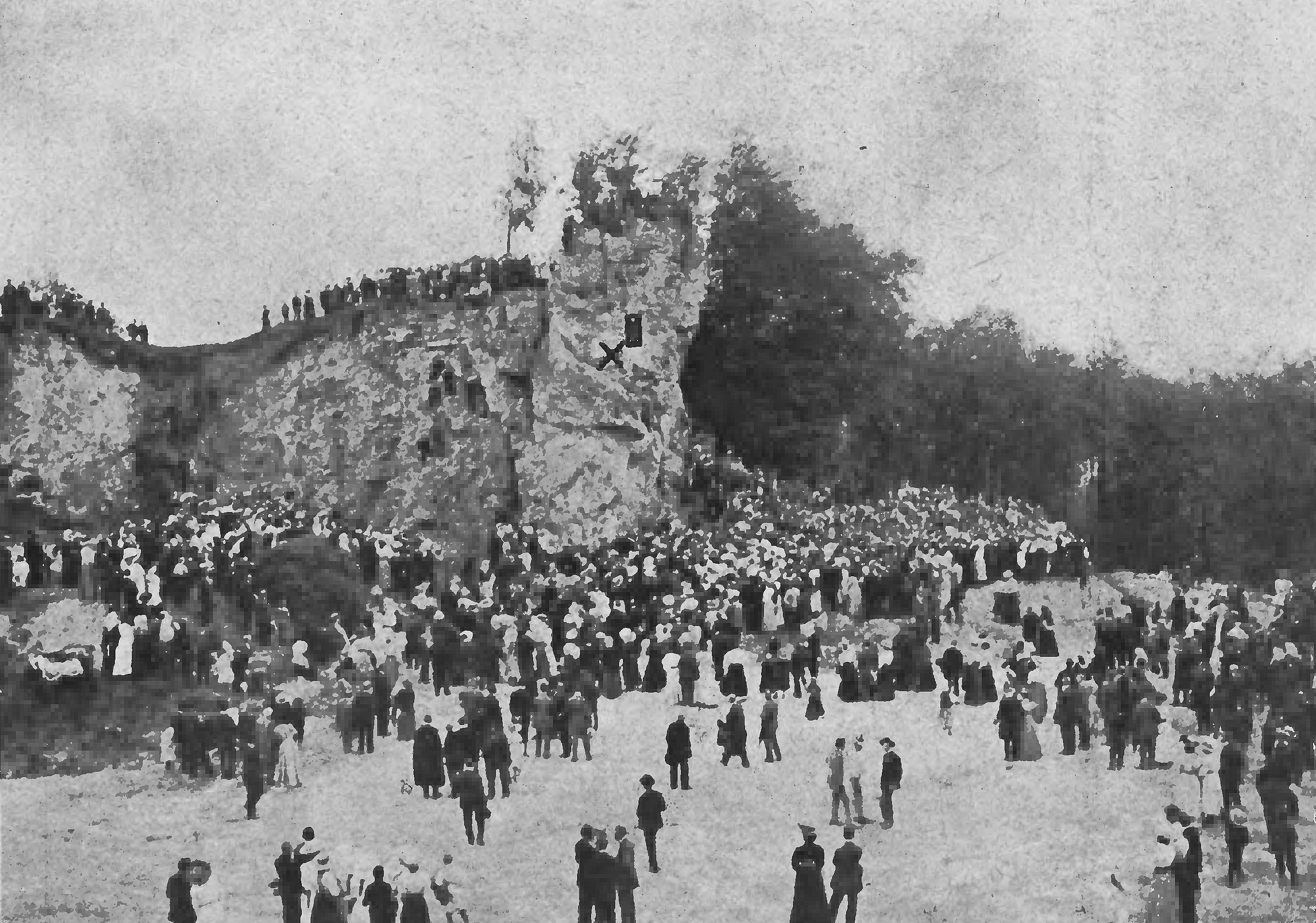
Uroczystości 10 czerwca 1909

Czartowska Skała – szczyt w paśmie Gołogór na Ukrainie.
Według stanu z 1881 górował nad Lesienicami i Winnikami. Liczył 425,41 m wysokości.
Według stanu z 1909 była oddalona o godzinę drogi od Rogatki Łyczakowskiej we Lwowie. Czartowska Skała była wtedy jednym z najwyższych szczytów w okolicach tego miasta, a przewyższa ją jedynie kopiec na Wysokim Zamku. Wzgórze było zalesione aż po wierzchołek. W partiach szczytowych widoczne skały z wapnistego piaskowca, z których największa o wysokości 15 m, była miejscowo nazywana „kazalnica czartowska”.
W przeszłości na polach u podnóża szczytu były toczone bitwy. W 1909 członkowie stowarzyszenia „Gwiazda” ze Lwowa na szczycie skały postawili żelazny krzyż oraz tablicę na kamieniu o treści „3 Maja” oraz na skale tablicę upamiętniającą bohaterów bitwy pod Racławicami. Uroczystość poświęcenia tablicy i krzyża odbyła się 10 czerwca 1909 po tym, jak dwa miesiące wcześniej „hajdamacy” dokonali ich zniszczenia. Konsekracji dokonał ks. bp Władysław Bandurski.